# Gilabert de Cruïlles (bisbe)
Gilabert de Cruïlles (?-12 de juny de 1335) fou bisbe de Girona (1334-35) de la nobilíssima família dels Cruïlles i canonge i Sagristà Major de la Catedral de Girona quan en fou escollit bisbe. Tot i que fou elegit a la mort del seu antecessor Pere de Rocabertí i Desfar, i altre cop després de la de Gastó de Montcada, cap d'aquestes eleccions fou de valor per les reservacions apostòliques de les catedrals d'Aragó i Catalunya. No obstant això, el papa Joan XXII coneixedor dels fets i de la seva vàlua el creà bisbe de Girona el 4 d'octubre de 1334 estant en una visita a la ciutat d'Avinyó. Visqué poc temps com a bisbe, essent la màxima ressenya la factura d'una part del retaule de l'altar Major de la Catedral.